# Dubbel straffbarhet
Dubbel straffbarhet är en grundläggande straffrättslig princip. Den innebär att en person inte kan dömas i ett land för en brottslig handling begången i ett annat land, såvida inte handlingen är brottslig i båda länderna. Enligt principen kan till exempel en person som har köpt sexuella tjänster i Tyskland, där det är lagligt, inte dömas för det i Sverige, där det är olagligt. En europeisk arresteringsorder kan enligt grundprincipen bara få praktisk verkan om brottslingen ses som en sådan i båda de aktuella länderna.
Undantag från principen om dubbel straffbarhet förekommer i vissa fall, typiskt sett för svårare brott – inklusive sexualbrott mot minderåriga och människohandel. Vad gäller den europeiska arresteringsorder finns dessa undantag i en särskild bilaga till den lagen.